# Вороновка (Киевская область)
Вороновка (укр. Воронівка) — село, входит в Кагарлыкский район Киевской области Украины.
Население по переписи 2001 года составляло 30 человек. Почтовый индекс — 09213. Телефонный код — 4573. Занимает площадь 1,123 км². Код КОАТУУ — 3222288602.

## Местный совет
09213, Київська обл., Кагарлицький р-н, с.Халча, вул.Леніна,2